# Масове вбивство у Великому Ходачкові
Масове вбивство у Великому Ходачкові (пол. Zbrodnia w Chodaczkowie Wielkim) — воєнний злочин, здійснений 4-м Галицьким добровольчим полком СС чи, за деякими джерелами, 14-ою Галицькою добровольчою дивізією СС 16 квітня 1944 року, коли було вбито, за різними оцінками, від 250 до 862 поляків в селі Великий Ходачків в окупованій Німеччиною Польщі (нині Тернопільська область, Україна). Деякі джерела приписують цю акцію УПА.

## Масове вбивство
Різанина почалася, коли підрозділ прибув до села з населенням 2800 осіб, щоб перетворити поселення на базу для постачання підкріплень для облоги Тернополя, яка тоді тривала. Увійшовши, вони почали підпалювати будинки етнічних поляків. Солдати кидали в палаючі будинки гранати і розстрілювали всіх, хто намагався втекти. Тіла загиблих поховали у братській могилі біля місцевої церкви.
Окремі польські джерела відзначають особливу жорстокість щодо жінок.
Відомий випадок захисту українцями поляків, коли жінка переховувала польську родину у своєму підвалі, що врятувало їм життя.
За українськими джерелами — німецький каральний загін 15 чи 17 квітня 1944 року вбив від 275 до 365 осіб, спалив 520 дворів (за іншими даними: 680 хат — з 710 уціліло 30).

## Вшанування пам'яті жертв
- Братська могила.[14][15]